# Venus Versus Virus
Venus Versus Virus ist eine Mangaserie von Atsushi Suzumi, die von 2005 bis 2008 in Japan erschien. Das Werk ist in die Genres Horror, Shōnen und Fantasy einzuordnen und wurde unter anderem als Anime-Fernsehserie adaptiert.

## Inhalt
Die Mittelschülerin Sumire Takahana (鷹花 スミレ) hat die Fähigkeit, übernatürliche Wesen zu sehen. Eines Tages trifft sie auf Lucia Nahashi (名橋 ルチア), die gegen eben solche Wesen, Virus genannt, kämpft. Lucia ist Teil der Gruppe Venus Vanguard, die getarnt als Gothic-Boutique Menschen hilft, die von den Monstern bedroht werden. Chef der Gruppe ist Lucias Adoptivvater Sōichirō. Sumire schließt sich ihnen bald an und ist mit ihren Fähigkeiten auch nützlich.

## Veröffentlichung
Der Manga erschien in Japan vom Juni 2005 (Ausgabe 8/2005) bis 27. Juli 2008 (Ausgabe 9/2008) im Magazin Dengeki Comic Gao! und nach dessen Einstellung Ende Februar 2008 im Magazin Dengeki Daioh. Der Verlag Media Works brachte die Kapitel auch in acht Sammelbänden heraus.
Von Januar 2013 bis Februar 2015 erschien die Serie vollständig auf Deutsch bei Carlsen Manga in einer Übersetzung von John Schmitt-Weigand. Bisher kamen sieben Bände heraus. Außerdem gibt es Übersetzungen ins Englische, Französische, Spanische, Italienische und Chinesische.

## Hörspiel
Frontier Works veröffentlichte im Oktober 2006 eine Adaption des Mangas als Hörspiel mit fünf Kapiteln. Im April 2007 folgte bei Lantis eine zweite CD.

## Anime
2007 produzierte das Studio Hibari unter der Regie von Shinichiro Kimura eine zwölfteilige Anime-Fernsehserie auf Grundlage des Mangas. Für das Serienkonzept war Yasutomo Yamada verantwortlich. Das Charakterdesign entwarf Yoshimi Agata und die künstlerische Leitung lag bei Katsuhiro Haji. Die Erstausstrahlung erfolgte vom 12. Januar bis zum 30. März 2007 nach Mitternacht (und damit am vorigen Fernsehtag) bei TBS in der Region Kantō. Mit etwa zwei Wochen Versatz folgten BS-i (landesweit per Satellit), KBS Kyōto in der Präfektur Kyōto und Chūbu Nippon Hōsō im Großraum Nagoya (Chūkyō).
Funimation Entertainment bot die Serie in einer englischen Fassung per Streaming an. Eine deutsche Synchronisation erschien 2008 bei ADV Films.

### Synchronsprecher
Die deutsche Synchronisation wurde bei der Berliner Synchron angefertigt.
| Rolle            | Japanische Stimme  | Deutsche Stimme   |
| ---------------- | ------------------ | ----------------- |
| Lucia Nahashi    | Ayahi Takagaki     | Anja Stadlober    |
| Sumire Takahana  | Minori Chihara     | Josephine Schmidt |
| Laura            | Ayumi Tsuji        | Catrin Dams       |
| Yoshiki Kusanagi | Kiyotaka Furushima | Nicolas Lutz      |
| Sōichirō Nahashi | Jūrōta Kosugi      | Peter Reinhardt   |

### Musik
Die Musik der Serie komponierte Hikaru Nanase. Für den Vorspann verwendete man das Lied Bravin’ Bad Brew von Riryka und der Abspann wurde mit Shijun no Zankoku von Yōsei Teikoku unterlegt.